# Antiaritmici klase I
Antiaritmici klase I su antiaritmički lekovi koji blokiraju voltažno zavisne natrijumske kanale vezujući se na mestima na alfa subjedinici. Ovim mehanizmom oni menjaju elektrofiziološke karakteristike srčanog mišića, smanjuje nadražljivost ćelija i usporavaju brzinu depolarizacije ćelija. Ovaj proces dovodi do smanjenja brzine provođenja impulsa kroz srce, i blokira automatizam srca u nepovoljnim situacijama.

## Podela
Kako zbog razlika u delovanju na natrijumove kanale i dodatnih efekata svi blokatori natrijumovih kanala ne dejstvuju na isti način, antiaritmici klase I podeljeni na podklase Ia, Ib i Ic.
| Klasa    | Dejstvo | Lekovi                                          | Prikaz dejstva |
| -------- | --- | ----------------------------------------------- | -------------- |
| Klasa Ia | - umereno deprimiraju 0. fazu - umerena depresija automatizma i provodljivosti - usporavaju provođenje - produžavaju repolarizaciju - produžavaju refraktarni period | - Hinidin - Ajmalin - Prokainamid - Dizopiramid |                |
| Klasa Ib | - minimalno deprimiraju 0. fazu, - usporavaju provođenje - skraćuju repolarizaciju - selektivno dejstvo na bolesno tkivo komora zahvaćeno ishemijom - blok provođenja i prekid reentry - depresija automatizma - Purkinje-ova vlakna - depresija provođenja, - refraktarnost - blokada reentry mehanizama | - Meksiletin - Fenitoin - Lidokain - Tokainid   |                |
| Klasa Ic | - jako deprimiraju 0 fazu - usporavaju provođenje - malo utiču na repolarizaciju i trajanje AP | - Enkainid - Flekainid - Propafenon - Moracizin |                |

## Karakteristike

### Antiaritmici klase Ia
Antiaritmici Ia klase deluju na natrijumove kanale. Blokirajući kalijumove kanale dovode do produženja ukupnog vremena akcionog potencijala. 
Indikacije
Koriste se u terapiji:
- tahikardije i fibrilacije pretkomora,
- Wolf-Parkinson-Whiteovog sindroma,
- supraventrikularnih i ventrikularnih aritmija,
- ventrikularnih paroksizmalnih tahikardija.

### Antiaritmici klase Ib
Antiaritmici Ib klase deluju na natrijumove kanale kratko, (manje od 1 sekunde), skraćujući ukupno vreme trajanja akcionog potencijala. Efekat takvih lekova najvidljiviji kod jakih tahikardija i u tkivu koje pati od nedostatka kiseonika (ishemično tkivo). 
Indikacije
Koriste se u:
- ventrikularnim aritmijama, ako su simptomi vrlo teški i/ili ako ugrožavaju život,
- prevenciji i lečenju akutnih ventrikularnih aritmija tokom manipulacija na srcu,
- kardijalnim operativnim zahvata
- akutnom infarktm miokarda.

### Antiaritmici klase Ic
Antiaritmici Ic klase blokiraju natrijumve kanale dosta dugo, više od 10 sekundi. Zbog toga su natrijumovi kanali blokirani i u sistoli i u fazi mirovanja, pa to dovodi do značajnog usporavanja provođenja impulsa u srcu. Koriste se za prevenciju recidiva paroksizmalnih supraventrikularnih i ventrikularnih tahiaritmija opasnih po život i rezistentnih na druge lekove, kod bolesnika koji nemaju strukturna oštećenja miokarda.
Indikacije
Koriste se u lečenju:
- tahikardija iz AV čvora,
- supraventrikularnih tahikardija u Wolf-Parkinson-Whiteovom sindromu
- paroksizmalne fibrilacija predkomora,
- ventrikularnih tahikardija.

## Spoljašnje veze
Mediji vezani za članak Antiaritmici klase I na Vikimedijinoj ostavi

|  | Molimo Vas, obratite pažnju na važno upozorenje u vezi sa temama iz oblasti medicine (zdravlja). |